# SSPH Primus
SSPH Primus — сучасна сінгапурська 155-мм самохідно-артилерійська установка класу самохідних гаубиць.
САУ являє собою модифіковане шасі американської САУ M109 і встановлену на нього башту, що обертається, з 155-мм гаубицею.
У 2004 році САУ було прийнято на озброєння Сухопутних військ Сінгапуру.

## Історія створення
Primus була розроблена в середині 1990-х років минулого століття компанією ST Kinetics спільно з DSTA. Сінгапурські військові замовили високомобільну САУ із шириною не більше 3 метрів.
Гаубиці FH-88 і FH-2000, що перебувають на озброєнні, хоч і мали гарну вогневу міць, але не влаштовували сінгапурських військових своєю мобільністю. Було прийнято рішення створити САУ гусеничній БМП «Біонікс», яка не поступається по мобільності.
Програму створення САУ було розпочато у 1996 році. Перші випробування прототипу відбулися 2000 року. У 2004 році самохідна гаубиця Primus була прийнята на озброєння сухопутної армії Сінгапуру. Станом на 2012 рік збудовано 48 САУ.

## Опис
САУ має наступне компонування: у передній лівій частині корпусу знаходиться місце водія (відділення управління), моторно-трансмісійне відділення – праворуч від водія, башта (бойове відділення) – у кормі. Екіпаж складається з 4 осіб: механік-водій, командир, навідник та заряджаючий.

## Оператори
- Сінгапур — 48 SSPH Primus на озброєнні 21-го артилерійського батальйону, станом на 2012 рік[3]